# L'Île aux naufragés
L'Île aux naufragés ou Les Joyeux naufragés au Québec (Gilligan's Island) est une série télévisée américaine en 98 épisodes de 25 minutes dont 36 en noir et blanc, créée par Sherwood Schwartz et diffusée entre le 26 septembre 1964 et le 17 avril 1967 sur le réseau CBS.
En France, la série a été diffusée dès les années 1960 par les chaînes Télé Luxembourg, la SSR, la RTBF et TMC puis à partir de 1997 sur Série Club et au Canada à partir du 13 septembre 1966 à la Télévision de Radio-Canada (épisodes en couleurs) puis rediffusée à TVA, Canal Famille en 1996, TQS et Prise 2.

## Synopsis
Sept passagers (un millionnaire et sa femme, une star de cinéma, un professeur, une jeune employée d'épicerie, Gilligan et le capitaine) partent pour une balade de trois heures à bord du S.S. Minnow commandé par un capitaine courageux et son second, Gilligan, le matelot gaffeur. Mais une tempête se déclenche et le S.S. Minnow s'échoue sur une île déserte…

## Distribution
- Bob Denver (VF : Claude Mercutio) : Gilligan, le matelot
- Alan Hale Jr. (VF : Claude Bertrand) : Jonas Grumby, le capitaine
- Jim Backus (VF : Jean-Henri Chambois) : Théodore Howell, le millionnaire
- Natalie Schafer : Mrs Howell, l'épouse snob du millionnaire
- Russell Johnson (VF : Léo Melanson) : Roy Hinkley Jr., le Professeur
- Tina Louise (VF : Louison Robion puis Perrette Pradier) : Ginger Grant, la starlette de cinéma
- Dawn Wells : Mary Ann Summers, la petite épicière

(Source DSD-Doublage)

## Épisodes

### Pilote (1964)
- Abandonnés (Marooned)

### Première saison (1964-1965, en noir-et-blanc)
1. Deux sur un radeau (Two on a Raft)
2. Maison douce hutte (Home Sweet Hut)
3. Envoûtez-moi quelque chose (Voodoo Something to Me)
4. Bonne nuit, doux capitaine (Goodnight, Sweet Skipper)
5. Wrongway Feldman (Wrongway Feldman)
6. Président Gilligan (President Gilligan)
7. Le Charlatan (The Sound of Quacking)
8. Au revoir île (Good-Bye Island)
9. La Grande coupe d'or (The Big Gold Strike)
10. Attendre Watubi (Waiting for Watubi)
11. Un ange sur l'île (Angel on the Island)
12. Oiseaux doivent voler, poisson doit parler (Birds Gotta Fly, Fish Gotta Talk)
13. Trois millions de dollars plus ou moins (Three Million Dollars More or Less)
14. Eau, Eau partout (Water, Water Everywhere)
15. Désolé, c'est mon île maintenant (So Sorry, My Island Now)
16. Planté maintenant, creusez plus tard (Plant You Now, Dig You Later)
17. Petite île, gros fusil (Little Island, Big Gun)
18. Le X marque le coin (X Marks the Spot)
19. Gilligan rencontre l'homme de la jungle (Gilligan Meets Jungle Boy)
20. Gilligan et le dragon (St. Gilligan and the Dragon)
21. Grand homme sur petit bâton (Big Man on Little Stick)
22. Les diamants sont le meilleur ami du singe (Diamonds Are an Ape's Best Friend)
23. Comment devenir un héros (How To Be a Hero)
24. Le Retour de Wrongway Feldman (The Return of Wrongway Feldman)
25. Le Marieur (The Matchmaker)
26. Musique baroque (Music Hath Charm)
27. Nouveau voisin Sam (New Neighbor Sam)
28. Ils sont débranchés et hors courses (They're Off and Running)
29. Trois pour se préparer (Three to Get Ready)
30. Oubliez-moi pas (Forget Me Not)
31. Diogènes, vous n'irez pas s'il vous plaît à la maison? (Diogenes, Won't You Please Go Home?)
32. Embonpoint physique (Physical Fatness)
33. C'est magique (It's Magic)
34. Au revoir, vieille peinture (Good-Bye, Old Paint)
35. Mon Gilligan équitable (My Fair Gilligan)
36. Le Nez par un autre nom (A Nose By Any Other Name)

### Deuxième saison (1965-1966)
1. La Belle-mère de Gilligan (Gilligan's Mother-in-Law)
2. Beauté et folie font souvent bonne compagnie (Beauty Is As Beauty Does)
3. Le Petit Dictateur (The Little Dictator)
4. Souriez, vous êtes aux insolences de Mars-caméra ! (Smile, You're on Mars Camera)
5. Gilligan millionnaire (The Sweepstakes)
6. Rapide avant qu'il coule (Quick Before it Sinks)
7. Les images Castaway présente (Castaways Pictures Presents)
8. L'Agonie du travail (Agonized Labor)
9. Da, Da, Nyet, Nyet (Nyet, Nyet – Not Yet)
10. Ici Radio Gilligan (Hi-Fi Gilligan)
11. Un chef tout désigné (The Chain of Command)
12. Quand les moustiques collent (Don't Bug the Mosquitoes)
13. Gilligan se fait agacer (Gilligan Gets Bugged)
14. Mon héros (Mine Hero)
15. Erika Tiffany Smith à la rescousse (Erika Tiffany-Smith to the Rescue)
16. Non coupable (Not Guilty)
17. Vous avez été déconnecté (You've Been Disconnected)
18. Le facteur arrive (The Postman Cometh)
19. Sieur Gilligan (Seer Gilligan)
20. Aimez-moi, aimez mon capitaine (Love Me, Love My Skipper)
21. La Poupée de Gilligan (Gilligan's Living Doll)
22. Marche, avant! (Forward March)
23. Il était un petit navire (Ship Ahoax)
24. Nourrissez le chaton (Feed the Kitty)
25. Opération "Haute vapeur" (Operation: Steam Heat)
26. Êtes-vous le vrai Mr. Howell ? (Will the Real Mr. Howell Please Stand Up)
27. Fantôme à gogo (Ghost a Go-Go)
28. Le Temps des allergies (Allergy Time)
29. Le Physicien amical (The Friendly Physician)
30. "V" pour vitamines ("V" for Vitamins)
31. Monsieur et Madame??? (Mr. and Mrs. ??)
32. Voici le météorite (Meet the Meteor)

### Troisième saison (1966-1967)
1. Chauve-souris… en herbe (Up At Bat)
2. Gilligan contre lui-même (Gilligan vs. Gilligan)
3. Les carottes sont cuites (Pass the Vegetables Please)
4. Le Producteur (The Producer)
5. Le Vaudou (Voodoo)
6. La Mort de Mr Howell (Where There's a Will)
7. Chasseur De Papillon (Man With a Net)
8. Chevelure éphémère (Hair Today, Gone Tomorrow)
9. Anneaux autour de Gilligan (Ring Around Gilligan)
10. En désarroi (Topsy-Turvy)
11. L'Invasion (The Invasion)
12. L'Enlèvement (The Kidnapper)
13. Désormais, il n'en reste plus… (And Then There Were None)
14. Tout sur Eva (All About Eva)
15. Gilligan zélé (Gilligan Goes Gung Ho)
16. Prenez défi (Take a Dare)
17. Cour martiale (Court-Martial)
18. Le Chasseur (The Hunter)
19. Un admirateur secret (Lovey's Secret Admirer)
20. Un chimpanzé dans les vignes (Our Vines Have Tender Apes)
21. Le Magnétisme personnel à Gilligan (Gilligan's Personal Magnetism)
22. Éclaboussement (Splashdown)
23. La Haut du totem (High Man on the Totem Pole)
24. La Deuxième Ginger Grant (The Second Ginger Grant)
25. Le Secret de l'île de Gilligan (The Secret of Gilligan's Island)
26. Esclave féminin (Slave Girl)
27. C'est un oiseau, c'est un avion, c'est Gilligan ! (It's a Bird, It's a Plane, It's Gilligan!)
28. Le Pigeon (The Pigeon)
29. Bang ! Bang ! Bang ! (Bang! Bang! Bang!)
30. Gilligan, le dieu (Gilligan, the Goddess)

## Produits dérivés

### Téléfilms
- 1978 : Rescue from Gilligan's Island
- 1979 : The Castaways on Gilligan's Island
- 1981 : The Harlem Globetrotters on Gilligan's Island

### Dessins animés
- 1974 : The New Adventures of Gilligan
- 1982 : Gilligan's Planet

### Jeux vidéo
- 1990 : Giligan's Island sur Nintendo Entertainment System

### Flipper
- 1991 : de la marque Bally

## Commentaires
Seules les saisons 2 et 3 en couleur furent doublées en français. Hormis le thème musical des génériques de début et de fin, les chansons n'ont pas fait l'objet de traduction et furent interprétées dans leur version originale. L'épisode 72 (The Producer), qui comporte une quantité importante de chansons, ne fut pas doublé.
On peut voir le drapeau américain en berne dans l'épisode pilote de la série ; en effet celui-ci fut tourné le jour de l'assassinat du Président J.F. Kennedy.
Dans l'épisode La Grande Ballade de la saison 2, de la série Alf, Alf est un fan de cette série. Il fait le rêve de se retrouver sur cette île. Plusieurs acteurs de la série y font une apparition.